# Paro Chhu
Der Paro Chhu ist ein 78 km langer rechter Nebenfluss des Wang Chhu (im Unterlauf in Indien: Raidak) im Nordwesten von Bhutan.
Der Paro Chhu wird im Himalaya auf einer Höhe von etwa 4230 m vom Südlichen Jichu-Drake-Gletscher gespeist. Der Gletscher liegt unterhalb des 6790 m hohen Jichu Drake. Der Paro Chhu fließt anfangs 25 km nach Süden und wendet sich anschließend in Richtung Südsüdost. Bei Flusskilometer 22 passiert der Paro Chhu die Stadt Paro mit der Klosterburg Rynpung Dzong. In diesem Bereich verbreitert sich das Flusstal. Am linken Flussufer befindet sich die Landebahn des Flughafens von Paro. Auf den unteren 10 Kilometern verengt sich das Flusstal. Die Hauptstraße zwischen Paro und der Hauptstadt Thimphu verläuft entlang diesem Flussabschnitt. Schließlich trifft der Paro Chhu auf einer Höhe von etwa 2090 m auf den von Nordosten kommenden Wang Chhu. Direkt unterhalb der Einmündung überspannt die Chhuzom-Brücke den Wang Chhu. Der Paro Chhu entwässert ein Areal von etwa 1270 km². Das Einzugsgebiet erstreckt sich größtenteils über den Distrikt Paro. Lediglich das Quellgebiet des Paro Chhu liegt im Distrikt Thimphu. Im Nordwesten verläuft die Staatsgrenze zur Volksrepublik China.